# Liste der Staaten Europas
Die Liste der Staaten Europas führt die 47 Staaten und exterritoriale Gebiete des Subkontinents Europa auf, die 2021 dem Subkontinent zugerechnet wurden, und zwar mit ihren Hauptstädten nach verschiedenen Kriterien wie Fläche, Einwohner, BIP und BIP/Kopf.
Der Großteil des Territoriums von vier dieser Staaten liegt in anderen Erdteilen, nämlich in Asien bei Russland, Kasachstan und der Türkei sowie in Nordamerika bei Grönland als von Dänemark abhängigem Gebiet. Die Liste weist für diese Länder nur die in Europa liegenden Flächen aus. Die drei Kaukasus-Staaten Georgien, Aserbaidschan und Armenien hingegen sind nicht hier, sondern in der Liste der Staaten Asiens aufgeführt, obwohl manche die innereurasische Grenze so definieren, dass Teile der Staatsgebiete ebenfalls in Europa liegen. Obwohl zur EU gehörend, liegt auch Zypern nicht in Europa, sondern in Vorderasien und ist entsprechend in der Liste der Staaten Asiens aufgeführt.

## Souveräne Staaten
Folgende Staaten und exterritoriale Gebiete liegen geografisch in Europa, beziehungsweise haben einen Teil ihres Territoriums in Europa:
| Land EU-Länder sind hellblau unterlegt  | Amtssprache                                      | Regional- und Minderheitensprache | Hauptstadt       | Fläche in km² | Einwohner   | Einwohner | BIP                | BIP                        |
| Land EU-Länder sind hellblau unterlegt  | Amtssprache                                      | Regional- und Minderheitensprache | Hauptstadt       | Fläche in km² | (2017)      | pro km²   | (in Mrd. US$ 2016) | pro Kopf KKP (in US$ 2016) |
| --------------------------------------- | ------------------------------------------------ | --- | ---------------- | ------------- | ----------- | --------- | ------------------ | -------------------------- |
| Albanien                                | Albanisch                                        | Griechisch, Mazedonisch, Aromunisch | Tirana           | 28.748        | 2.930.187   | 106,9     | 12,1               | 11.840                     |
| Andorra                                 | Katalanisch                                      | Spanisch, Portugiesisch, Französisch | Andorra la Vella | 468           | 76.965      | 163,8     | …                  | …                          |
| Belarus                                 | Belarussisch, Russisch                           | Trassjanka, Polnisch | Minsk            | 207.595       | 9.468.338   | 46,7      | 48,8               | 18.000                     |
| Belgien                                 | Niederländisch, Französisch, Deutsch             | romanisches Lothringisch, Champenois, Limburgisch, Luxemburgisch, Ripuarisch, Picardisch, Wallonisch                                                               | Brüssel          | 32.545        | 11.429.336  | 377,5     | 467,0              | 45.047                     |
| Bosnien und Herzegowina                 | Bosnisch, Serbisch, Kroatisch                    | — | Sarajevo         | 51.129        | 3.507.017   | 68,8      | 16,6               | 10.958                     |
| Bulgarien                               | Bulgarisch                                       | Türkisch, Romani, Armenisch | Sofia            | 110.994       | 7.084.571   | 65,3      | 52,4               | 20.327                     |
| Dänemark                                | Dänisch                                          | Färöisch, Grönländisch | Kopenhagen       | 43.098        | 5.733.551   | 135,1     | 306,7              | 47.985                     |
| Deutschland                             | Deutsch                                          | Niederdeutsch, Dänisch, Nordfriesisch, Saterfriesisch, Obersorbisch, Niedersorbisch, Romanes                                                                       | Berlin           | 357.121       | 82.114.224  | 235,6     | 3466,6             | 48.111                     |
| Estland                                 | Estnisch                                         | Russisch | Tallinn          | 45.227        | 1.309.632   | 30,9      | 23,1               | 29.313                     |
| Finnland                                | Finnisch, Schwedisch                             | samische Sprachen, Romani, Russisch, Karelisch | Helsinki         | 338.144       | 5.523.231   | 18,2      | 236,8              | 42.165                     |
| Frankreich                              | Französisch                                      | Oil-Sprachen, Franko-Provenzialisch, Okzitanisch, Katalanisch, Elsässisch, Lothringisch, Baskisch, Bretonisch, Korsisch, Flämisch                                  | Paris            | 543.965       | 64.979.548  | 118,7     | 2463,2             | 42.314                     |
| Griechenland                            | Griechisch                                       | Türkisch, Mazedonisch, Aromunisch, Albanisch, Romani, Rumänisch, Ladino, Russisch                                                                                  | Athen            | 131.957       | 11.159.773  | 86,6      | 194,2              | 26.669                     |
| Irland                                  | Irisch, Englisch                                 | — | Dublin           | 70.273        | 4.761.657   | 69,1      | 293,6              | 69.231                     |
| Island                                  | Isländisch                                       | — | Reykjavík        | 103.000       | 335.025     | 3,3       | 20,0               | 49.136                     |
| Italien                                 | Italienisch                                      | Deutsch, Französisch, Ladinisch, Slowenisch, Albanisch, Franko-Provenzialisch, Furlanisch, Griechisch, Katalanisch, Molisekroatisch, Okzitanisch, Sardisch         | Rom              | 301.336       | 59.359.900  | 201,8     | 1850,7             | 36.833                     |
| Kasachstan                              | Kasachisch, Russisch                             | — | Astana           | 146.700       | 480.000     | 3,3       | 133,8              | 25.145                     |
| Kroatien                                | Kroatisch                                        | Serbisch, Italienisch, Albanisch, Slowenisch, Tschechisch, Ungarisch, Bosnisch, Romanes                                                                            | Zagreb           | 56.542        | 4.189.353   | 74,9      | 50,4               | 22.795                     |
| Lettland                                | Lettisch                                         | Russisch | Riga             | 64.589        | 1.949.670   | 31,3      | 27,7               | 25.710                     |
| Liechtenstein                           | Deutsch                                          | — | Vaduz            | 160           | 37.922      | 237,0     | …                  | …                          |
| Litauen                                 | Litauisch                                        | Polnisch, Russisch, Belarussisch, Ukrainisch, Tatarisch, Lettisch, Karaimisch, Deutsch                                                                             | Vilnius          | 65.301        | 2.890.297   | 46,1      | 42,7               | 29.972                     |
| Luxemburg                               | Luxemburgisch, Französisch, Deutsch              | jenische Sprache, Portugiesisch | Luxemburg        | 2.586         | 583.455     | 225,3     | 59,5               | 104.003                    |
| Malta                                   | Maltesisch, Englisch                             | Italienisch | Valletta         | 316           | 430.835     | 1.346,4   | 11,0               | 39.834                     |
| Moldau                                  | Rumänisch                                        | Gagauisch, Russisch, Ukrainisch | Chișinău         | 33.800        | 4.051.212   | 123,3     | 6,8                | 5.328                      |
| Monaco                                  | Französisch                                      | Monegassisch, Italienisch | (Stadtstaat)     | 2             | 38.695      | 25.969,8  | …                  | …                          |
| Montenegro                              | Montenegrinisch                                  | Serbisch, Bosnisch, Albanisch, Kroatisch | Podgorica        | 13.812        | 628.960     | 46,8      | 4,1                | 16.643                     |
| Niederlande                             | Niederländisch                                   | Westfriesisch | Amsterdam        | 41.526        | 17.035.938  | 505,2     | 771,1              | 51.049                     |
| Nordmazedonien                          | Mazedonisch, Albanisch                           | Türkisch, Romani, Serbisch, Walachisch | Skopje           | 25.713        | 2.083.160   | 82,6      | 10,9               | 14.597                     |
| Norwegen                                | Norwegisch, Samisch                              | Kvenisch, Romani, Romanes | Oslo             | 323.759       | 5.305.383   | 14,5      | 370,4              | 69.249                     |
| Österreich                              | Deutsch, Kroatisch, Slowenisch, Ungarisch        | Romanes, Tschechisch, Slowakisch | Wien             | 83.879        | 8.823.054   | 106,0     | 386,8              | 48.005                     |
| Polen                                   | Polnisch                                         | Kaschubisch, Armenisch, Deutsch, Hebräisch, Jiddisch, Litauisch, Russisch, Slowakisch, Tschechisch, Ukrainisch, Belarussisch, Karaimisch, Lemko, Romani, Tatarisch | Warschau         | 312.685       | 38.170.712  | 124,6     | 467,6              | 27.764                     |
| Portugal                                | Portugiesisch, Mirandesisch                      | Mirandes | Lissabon         | 92.345        | 10.329.506  | 112,8     | 204,9              | 28.933                     |
| Rumänien                                | Rumänisch                                        | Ungarisch | Bukarest         | 238.397       | 19.679.306  | 85,5      | 187,0              | 22.348                     |
| Russland                                | Russisch                                         | Turksprachen, nordostkaukasische Sprachen, finnougrische Sprachen                                                                                                  | Moskau           | 3.955.800     | 104.000.000 | 26,3      | 1280,7             | 26.490                     |
| San Marino                              | Italienisch                                      | — | San Marino       | 61            | 33.400      | 556,7     | 1,6                | 59.058                     |
| Schweden                                | Schwedisch, Finnisch, Meänkieli, Samisch         | Jiddisch, Romani | Stockholm        | 449.964       | 9.910.701   | 24,2      | 511,4              | 49.836                     |
| Schweiz                                 | Deutsch, Französisch, Italienisch, Rätoromanisch | Jenisch, Jiddisch, Englisch, Portugiesisch, Albanisch, Spanisch, Serbisch/Kroatisch/Bosnisch/Montenegrinisch, Türkisch, Tamil, Tigrinya                            | Bern             | 41.285        | 8.476.005   | 214,5     | 659,9              | 59.561                     |
| Serbien                                 | Serbisch                                         | Ungarisch, Kroatisch, Russinisch, Slowakisch, Rumänisch, Albanisch                                                                                                 | Belgrad          | 77.474        | 6.908.022   | 91,1      | 37,7               | 14.493                     |
| Slowakei                                | Slowakisch                                       | Ungarisch, Romani, Deutsch, Tschechisch, Bulgarisch, Kroatisch, Polnisch, Ruthenisch, Ukrainisch                                                                   | Bratislava       | 49.034        | 5.447.662   | 113,3     | 95,8               | 31.339                     |
| Slowenien                               | Slowenisch                                       | Italienisch, Ungarisch, Romani, Deutsch, Kroatisch, Serbisch, Gottscheerische                                                                                      | Ljubljana        | 20.253        | 2.079.976   | 103,3     | 44,0               | 32.085                     |
| Spanien                                 | Spanisch                                         | Aragonesisch, Aranesisch, Asturisch, Baskisch, Galicisch, Katalanisch, Tamazight, Romani                                                                           | Madrid           | 504.645       | 46.354.321  | 92,9      | 1232,6             | 36.416                     |
| Tschechien                              | Tschechisch                                      | Mährisch, Slowakisch | Prag             | 78.866        | 10.618.303  | 137,5     | 193,0              | 33.232                     |
| Türkei                                  | Türkisch                                         | Kurmandisch, Zazaisch, Arabisch, Aserbaidschanisch, Kabardinisch, Bulgarisch, Adygeisch, Westarmenisch                                                             | Ankara           | 23.764        | 16.797.599  | 419,1     | 857,4              | 24.912                     |
| Ukraine                                 | Ukrainisch                                       | Russisch, Surschyk, Rumänisch, Ungarisch, Krimtatarisch | Kiew             | 603.700       | 44.222.947  | 76,3      | 93,3               | 8.305                      |
| Ungarn                                  | Ungarisch                                        | Romani, Deutsch, Slowakisch, Serbisch, Kroatisch, Slowenisch, Romänisch                                                                                            | Budapest         | 93.030        | 9.721.559   | 107,4     | 125,7              | 27.482                     |
| Vatikanstadt                            | Italienisch, Latein                              | — | (Stadtstaat)     | 0,44          | 792         | 1.800,0   | …                  | …                          |
| Vereinigtes Königreich                  | Englisch, Schottisch-Gälisch, Walisisch          | Scots, Kornisch, Ulster Scots, Irisch | London           | 242.910       | 66.181.585  | 273,6     | 2629,1             | 42.481                     |
| Anmerkungen: 1. 2. 3. 4. 5. 6. 7. 8. 9. |                                                  | |                  |               |             |           |                    |                            |

## Nicht allgemein anerkannte Staaten
siehe auch Liste der Gebiete mit begrenzter Anerkennung als Staat
| Land          | Amtssprache                      | Regional- und Minderheitensprache | Hauptstadt | Fläche in km² | Einwohner | Einwohner | BIP                | BIP                        |
| Land          | Amtssprache                      | Regional- und Minderheitensprache | Hauptstadt | Fläche in km² | (2017)    | pro km²   | (in Mrd. US$ 2016) | pro Kopf KKP (in US$ 2016) |
| ------------- | -------------------------------- | --------------------------------- | ---------- | ------------- | --------- | --------- | ------------------ | -------------------------- |
| Kosovo        | Albanisch, Serbisch              | Bosnisch, Romani, Türkisch        | Pristina   | 10.887        | 1.907.592 | 151,0     | 6,7                | …                          |
| Transnistrien | Russisch, Moldauisch, Ukrainisch |                                   | Tiraspol   | 3.567         | 347.251   | 105       | …                  | …                          |

## Abhängige Gebiete
| Deutscher Name | Mutterland               | Fläche (km²) | Einwohner (2016) |
| -------------- | ------------------------ | ------------ | ---------------- |
| Åland          | Republik Finnland        | 1.580        | 28.666           |
| Färöer         | Königreich Dänemark      | 1.399        | 49.290           |
| Gibraltar      | britisches Überseegebiet | 0.007        | 34.571           |
| Guernsey       | britischer Kronbesitz    | 0.063        | 63.085           |
| Isle of Man    | britischer Kronbesitz    | 0.572        | 84.287           |
| Jersey         | britischer Kronbesitz    | 0.117        | 97.857           |

## Hinweise
Politisch, jedoch nicht geographisch, gehört zu Europa ferner:
- Afrika:
  - zu Frankreich: Mayotte, Réunion
  - zu Spanien: Ceuta, Melilla, Kanarische Inseln
- Asien:
  - Die transkaukasischen Staaten Armenien, Aserbaidschan und Georgien werden geographisch je nach Definition teilweise oder vollständig zu Asien gerechnet. Geschichtlich und kulturell sind jedoch die beiden mehrheitlich christlichen Staaten Armenien und Georgien mit Europa verbunden. Alle drei Staaten sind Mitglieder des Europarates und werden bei internationalen Sport- und Kulturveranstaltungen meist Europa zugeordnet.
  - Zypern gehört zwar historisch, kulturell und politisch zu Europa, liegt jedoch geografisch in Asien.
- Mittelamerika
  - zu Frankreich: Guadeloupe, Martinique, Collectivité de Saint-Martin, Collectivité de Saint-Barthélémy
  - zu den Niederlanden: Bonaire, Saba und Sint Eustatius
- Nordamerika
  - zu Frankreich: Collectivité de Saint-Pierre et Miquelon
  - zu Dänemark: Grönland
- Südamerika:
  - zu Frankreich: Französisch-Guayana